# Толстецкая, Ольга Валерьевна
Ольга Валерьевна Толстецкая (род. 29 сентября 1967) — советская и российская актриса театра и кино.

## Биография
Окончила ГИТИС в 1988 году, сниматься в фильмах начала ещё во время учебы. Первую главную роль она сыграла в фильме Марии Муат и Владимира Аленикова «Непохожая». После работала в Большом драматическом театре имени Товстоногова. 
В 90-е Ольга сыграла в нескольких фильмах режиссёра Анатолия Эйрамджана.
Впоследствии она сменила профессию на журналиста. Сначала Толстецкая три года[какие?] работала в редакции московского еженедельника «Большой Город». С тех пор постоянно сотрудничает с ведущими московскими изданиями. Кроме того, она написала несколько киносценариев.

## Работа в театрах
- Центральный академический театр Советской Армии
- Большой драматический театр имени Г. А. Товстоногова

## Фильмография
1. 1985 — Непохожая — Лида Карякина
2. 1986 — Дорогой Эдисон! — сотрудница лаборатории
3. 1988 — Белые вороны — Даша
4. 1988 — Кьоджинские перепалки — Орсетта
5. 1989 — Бывший папа, бывший сын — подруга Ларисы
6. 1989 — Пять углов — Галка
7. 1990 — Испанская актриса для русского министра — соседка
8. 1990 — Сукины дети — эпизод (в титрах О. Тихомирова)
9. 1991 — Агенты КГБ тоже влюбляются — Лена
10. 1991 — Отель «Эдем» — Вера
11. 1991 — Преступление лорда Артура — Сибил
12. 1991 — Сексказка — официантка
13. 1992 — Баня — эпизод
14. 1992 — В поисках золотого фаллоса — Марья Ивановна «Кровавая Мэри»
15. 1992 — Игра всерьёз — Марина
16. 1992 — Трава и вода — пионервожатая
17. 1992 — Азбука любви — эпизод
18. 1992 — Горячев и другие — Аня Каменцева, соседка (1992—1994)
19. 1993 — Хочу в Америку — Наташа
20. 1994 — Жених из Майами — Ира
21. 1994 — Немой свидетель — актриса
22. 1994 — Серп и Молот — Клавдия Храпова
23. 1994 — Третий не лишний — Ольга
24. 1997 — Бомба — Люба
25. 1998 — Женская собственность — Верунчик
26. 1998 — Улицы разбитых фонарей 1 — Галя
27. 2000 — Особенности банной политики, или Баня-2 — Рая Никакая
28. 2001 — Леди Босс — Долли, журналистка
29. 2001 — Марш Турецкого (2 сезон) — Рита, работница клуба (в титрах Ольга Тихомирова)
30. 2001 — Мы сделали это! — Ольга, брошенная жена
31. 2003 — Всегда говори «всегда» — эпизод
32. 2003 — Леди Мэр — Долли
33. 2004 — Самара-городок — медсестра в психушке
34. 2005 — Мастер и Маргарита — приятельница Лиходеева за столиком в «Грибоедове»
35. 2006 — Врачебная тайна — Лала
36. 2006 — Опера. Хроники убойного отдела 2 — Инесса Аркадьевна Шахова
37. 2007 — Человек без пистолета — Светлана, пациентка с телефоном
38. 2009 — Лабиринт — эпизод
39. 2013 — Чапаев-Чапаев — Анка